# Barry Pinches
Barry Pinches, né le 13 juillet 1970 à Norwich, est un joueur de snooker professionnel anglais.
Sa carrière est principalement marquée par une victoire en tournoi mineur, la quatrième épreuve du championnat du circuit des joueurs, en 2010.
Son fils Luke, né en 2001, est lui aussi joueur de snooker et tente de percer au niveau professionnel. 

## Carrière
Pinches fait ses débuts sur le circuit professionnel en 1989, après un titre au championnat d'Angleterre amateur l'année précédente, et réussit à se qualifier pour le championnat du monde en 1991, sa première participation à ce prestigieux tournoi. Il est alors balayé dès son premier match contre un ancien vainqueur, Terry Griffiths (10-3). Sa carrière connait ensuite une longue période de creux et il doit attendre 2004 pour se qualifier à nouveau au championnat. Il franchit le premier tour cette fois, battant Jimmy White (10-8). Au tour suivant, il passe non loin d'un exploit face au septuple vainqueur Stephen Hendry, s'inclinant au terme de la dernière manche (13-12). Au cours de cette même saison, il obtient le meilleur résultat de sa carrière dans un tournoi classé, à l'occasion du championnat du Royaume-Uni, où il progresse en quart de finale, en battant au passage Marco Fu, Graeme Dott et Stephen Lee. Toutefois, il y est lourdement battu contre Stephen Hendry, 9-3. 
Avec une nouvelle qualification au championnat du monde l'année suivante, et un quart de finale au Grand Prix, en 2005, l'Anglais culmine au 18e rang du classement mondial, son meilleur classement en carrière. Néanmoins, ses résultats ne suivent pas et il ne réussit pas à s'y maintenir.  
L'introduction du championnat du circuit des joueurs au début de la saison 2010-2011 semble relancer la carrière de Pinches. En effet, ces nouvelles épreuves au format de jeu plus court, réussissent bien à l'Anglais, qui dispute deux finales au début de la saison 2010. Il échoue d'abord en finale de la deuxième épreuve, battu d'une courte tête contre Mark Selby (4-3). Pinches rejoint une nouvelle finale dès la quatrième épreuve et la remporte cette fois, battant Ronnie O'Sullivan dans un autre match disputé (4-3). Ce succès constitue le seul titre classé de la carrière de Pinches. Ces deux résultats font du bien à l'Anglais qui progresse de près de vingt places au classement de fin de saison, passant de la 57e place du classement mondial à la 41e place.  
Malgré tout, ce regain de forme n'est qu'éphémère puisque le joueur de Norwich est relégué du circuit professionnel après les deux saisons qui suivent, étant retombé en dehors des 64 meilleurs joueurs du monde. Pinches regagne sa place sur le circuit dans la foulée mais après deux nouvelles saisons sans résultats notoires, il en est à nouveau relégué. Cette fois, il lui faut attendre 2019 avant de récupérer ses droits de jeu, qu'il perd de nouveau en 2023.   

## Palmarès

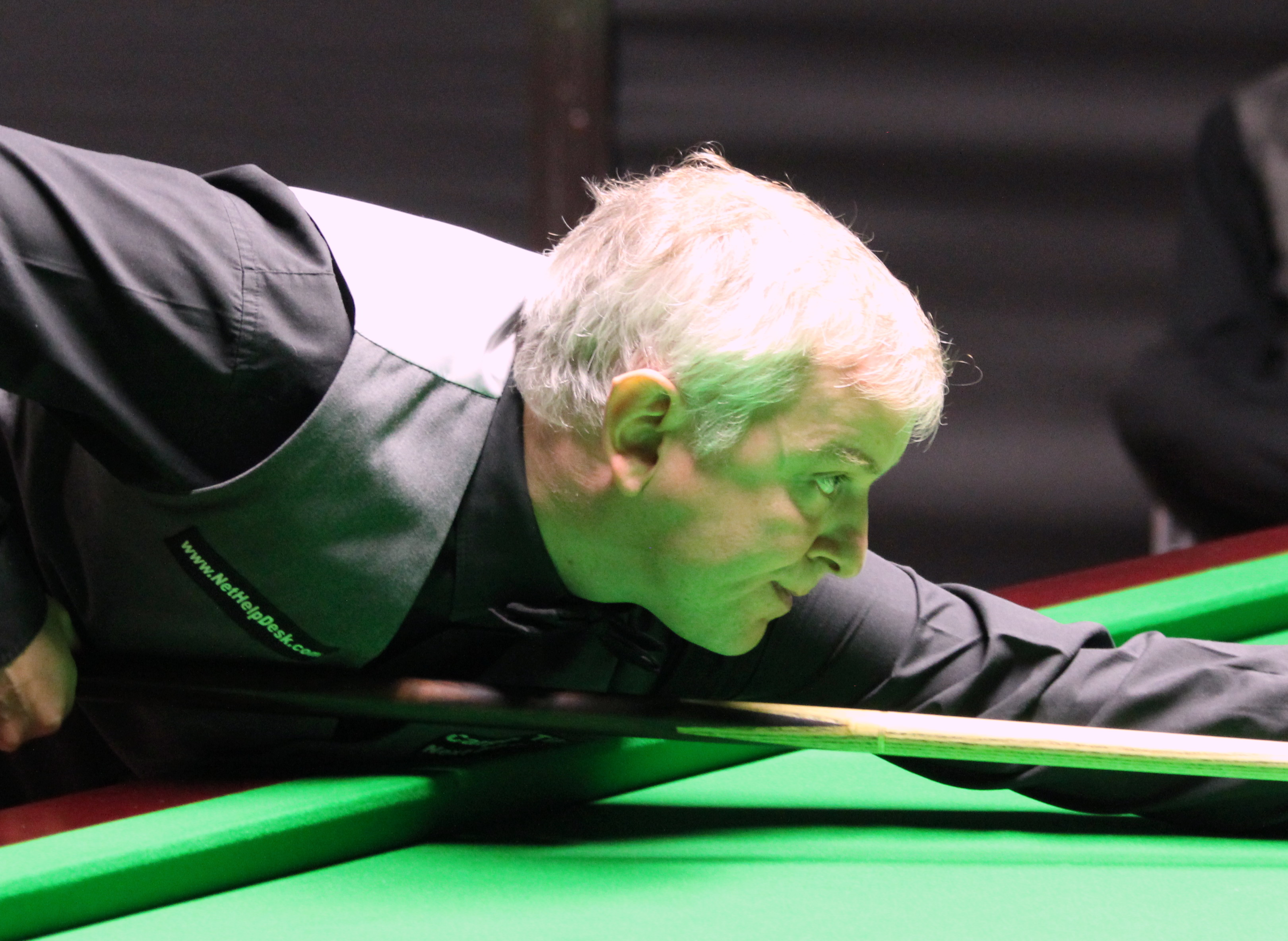
Barry Pinches au Classique Paul Hunter 2016

| Légende | Catégorie                      | Titres                         | Finales                        |
|         | Tournois classés               | 0                              | 0                              |
|         | Tournois classés mineurs       | 1                              | 1                              |
|         | Tournois non classés           | 0                              | 0                              |
|         | Tournois pro-am                | 2                              | 3                              |
|         | Tournée mondiale seniors       | 1                              | 2                              |
|         | Circuit du challenge amateur   | 1                              | 0                              |
|         | Autres tournois amateurs       | 1                              | 2                              |
| Gras    | Tournois de la triple couronne | Tournois de la triple couronne | Tournois de la triple couronne |

### Titres
| Saison    | Nom du tournoi                                          | Lieu                    | Finaliste         | Score | Tableau |
| 1988      | Championnat d'Angleterre amateur                        | Drapeau de l'Angleterre | Craig Edwards     | 13-6  |         |
| 2007-2008 | Classique Paul Hunter                                   | Fürth                   | Ken Doherty       | 4-0   |         |
| 2010-2011 | Épreuve 4 de Sheffield                                  | Sheffield               | Ronnie O'Sullivan | 4-3   | Tableau |
| 2010-2011 | Open des Pays-Bas                                       | Pays-Bas                | Bjorn Haneveer    | 6-3   |         |
| 2018-2019 | Circuit du challenge (épreuve 3)                        | Riga                    | Jackson Page      | 3-2   |         |
| 2023-2024 | 2e tournoi qualificatif au championnat du monde séniors | North Shields           | Lee Walker        | 4-1   |         |

### Finales perdues
| Saison    | Nom du tournoi                                                         | Lieu                    | Finaliste       | Score | Tableau |
| 1986-1987 | Tournoi Pontins pro-am (printemps)                                     | Prestatyn               | Stefan Mazrocis | 2-7   |         |
| 1988      | Championnat du monde amateur                                           | Sydney                  | James Wattana   | 8-11  |         |
| 1989      | Championnat d'Angleterre amateur                                       | Drapeau de l'Angleterre | Nigel Bond      | 11-13 |         |
| 2007-2008 | Open ds Pays-Bas                                                       | Pays-Bas                | Michael Holt    | 4-6   |         |
| 2010-2011 | Épreuve 2 de Sheffield                                                 | Sheffield               | Mark Selby      | 3-4   | Tableau |
| 2018-2019 | Masters seniors                                                        | Sheffield               | Joe Johnson     | 1-2   | Tableau |
| 2019-2020 | Tournoi de qualification au Classique Paul Hunter                      | Nuremberg               | Iulian Boiko    | 2-3   |         |
| 2021-2022 | 2e épreuve de l'école de qualification du championnat du monde séniors | Reading                 | Lee Walker      | 2-4   |         |